# Stephen Adly Guirgis
Stephen Adly Guirgis er en amerikansk dramatiker, manuskriptforfatter og skuespiller.
Siden 1994 har han været fast medlem af LAByrinth Theater Company i New York. 

## Værkliste, i udvalg

### Skuespil
- Jesus Hopped the ‘A’ Train (2001) (DK titel: Jesus Hopped The A-train)
- Our Lady of 121st Street (2002)
- Den of Thieves (2002)
- In Arabia, We’d All Be Kings (2003)
- Dominica The Fat Ugly Ho (2006)
- The Little Flower of East Orange (2006)
- The Last Days of Judas Iscariot (2006)
- Yelba, Princess of 10th Avenue (2007)

### Tv-manuskripter
- NYPD Blue (DK titel: New York Blues)
- The Sopranos
- Big Apple
- UC: Undercover.